# Années 670
Les années 670 couvrent la période de 670 à 679.

## Événements
- Vers 666/670 : des moines ramènent à Fleury-sur-Loire des reliques supposés de Benoît de Nursie et des manuscrits dérobés au Mont Cassin[1].
- 669-672 : troisième campagne des musulmans contre l’Afrique byzantine. Les Arabes menés par Oqba ibn Nafi font la conquête de l'Ifriqiya (le Maghreb oriental)[2]. Raid et massacre des Berbères.
- 669, 672-677 : échec des attaques de Constantinople par la flotte arabe de Muawiya, repoussée par le feu grégeois[3]. Elle menace Rhodes, Chypre et la Crète.
- Vers 670-700 : des missionnaires anglo-saxons évangélisent le continent[4].
- 671-676 : guerre Silla-Tang ; le royaume coréen de Silla unifie la Corée après avoir chassé les Chinois[5].
- 671-680 : règne d'Adityasena Gupta, le souverain du Magadha, au Nord de l'Inde ,le plus important de la seconde partie du VIIe siècle[6] ; il est le dernier à pratiquer le sacrifice de chevaux[7].
- 671 : indépendance de l'Aquitaine sous le duc Loup de Vasconie[8].
- 672 : guerre de Jinshin au Japon[9].
- 673-755 : époque dite des rois fainéants ; guerres entre la Neustrie et l'Austrasie à la mort de Clotaire III (673) puis de Childéric II (675)[10]. Période d'anarchie en Gaule. Le commerce et l’industrie sont définitivement ruinés. Le pays se divise en fragments indépendants et hostiles : Austrasie, Neustrie, Aquitaine. L’autorité échappe aux rois Mérovingiens pour tomber aux mains des maires du Palais, majordomes et ministres des finances. Autour de la fonction, des luttes sans merci se livrent entre les grandes familles, beaucoup plus riches et puissantes que les rois qui se sont dépouillés pour obtenir leur faveur. La famille des Pippinides prospère le long du nouvel axe économique, la Meuse, où ont été recensés plus de 90 grands domaines lui appartenant[11].
- 679 : sous la pression des Khazars, les Proto-Bulgares récemment émancipés des Avars sous le khan Koubrat, commandés par Asparoukh, atteignent le delta du Danube et s’installent dans la Dobroudja[12].

## Personnages significatifs
Adéodat II - Agathon (pape) - Childéric II - Clovis III - Constantin IV - Cuthbert de Lindisfarne - Ébroïn - Oqba Ibn Nafaa - Pépin de Herstal - Thierry III  - Wamba - Wilfrid d'York